# Грабричина
Грабричина (хорв. Grabričina) — населений пункт у Хорватії, у Сисацько-Мославинській жупанії у складі громади Велика Лудина.

## Населення
Населення за даними перепису 2011 року становило 40 осіб.
Динаміка чисельності населення поселення:

## Клімат
Середня річна температура становить 11,05 °C, середня максимальна – 25,24 °C, а середня мінімальна – -5,56 °C. Середня річна кількість опадів – 865 мм.
| Клімат поселення                              | Клімат поселення | Клімат поселення | Клімат поселення | Клімат поселення | Клімат поселення | Клімат поселення | Клімат поселення | Клімат поселення | Клімат поселення | Клімат поселення | Клімат поселення | Клімат поселення | Клімат поселення |
| Показник                                      | Січ.             | Лют.             | Бер.             | Квіт.            | Трав.            | Черв.            | Лип.             | Серп.            | Вер.             | Жовт.            | Лист.            | Груд.            |                  |
| Середній максимум, °C                         | 6,65             | 8,54             | 12,94            | 17,29            | 22,18            | 25,24            | 24,32            | 23,86            | 19,87            | 14,83            | 9,41             | 5,17             |                  |
| Середня температура, °C                       | 0,55             | 2,45             | 6,83             | 11,20            | 16,08            | 19,14            | 20,80            | 20,34            | 16,36            | 11,32            | 5,90             | 1,66             |                  |
| Середній мінімум, °C                          | −5,56            | −3,67            | 0,72             | 5,10             | 9,96             | 13,04            | 17,28            | 16,84            | 12,86            | 7,82             | 2,40             | −1,84            |                  |
| Норма опадів, мм                              | 51               | 49               | 57               | 68               | 79               | 92               | 79               | 82               | 78               | 79               | 85               | 66               |                  |
| Середньомісячна швидкість вітру, м/с          | 1.93             | 2.17             | 2.56             | 2.40             | 2.20             | 2.00             | 2.00             | 1.80             | 1.81             | 1.90             | 1.98             | 1.98             |                  |
| Середньомісячна сонячна радіація, кДж/м²·день | 4220             | 6968             | 10725            | 15187            | 19330            | 21334            | 22458            | 19481            | 14420            | 8929             | 4691             | 3412             |                  |
| --------------------------------------------- | ---------------- | ---------------- | ---------------- | ---------------- | ---------------- | ---------------- | ---------------- | ---------------- | ---------------- | ---------------- | ---------------- | ---------------- | ---------------- |
| Джерело:                                      |                  |                  |                  |                  |                  |                  |                  |                  |                  |                  |                  |                  |                  |